# America (chanson de Prince)
Pour les articles homonymes, voir America.
Singles de Prince et The Revolution
Pop Life
(1985) Kiss
(1986)
America est une chanson de Prince et The Revolution parue sur l'album Around the World in a Day. La chanson fut publiée en tant que quatrième et dernier single aux États-Unis le 2 octobre 1985. La version vinyle 12" comporte le titre America en version longue avec une durée notable de 21 minutes et 46 secondes.
Le single se classa à la 46e position au Billboard Hot 100 à la 76e au Hot R&B/Hip-Hop Songs le 2 novembre 1985.

## Musiciens
- Prince - chants, guitare solo, percussions[3]
- Wendy Melvoin - guitare rythmique
- Lisa Coleman - flûte, effets
- Doctor Fink - claviers, orgue
- Brad Marsh - tambourin